# イラン建国二千五百年祭典

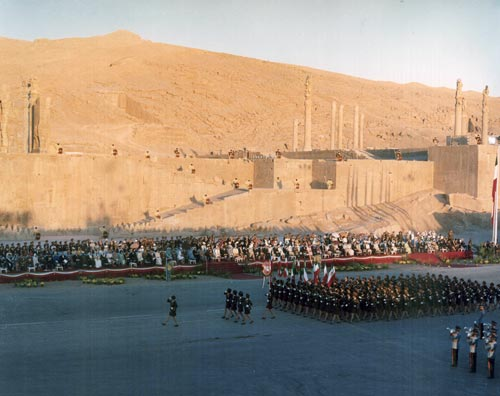
1971年10月に挙行された、イラン建国二千五百年祭典。

イラン建国二千五百年祭典（イランけんこくにせんごひゃくねんさいてん、英語: 2,500 year celebration of the Persian Empire、ペルシア語: جشن‌های ۲۵۰۰ سالهٔ شاهنشاهی ایران）は、キュロス2世によるアケメネス朝ペルシア帝国の建国以来のイランの君主制2500周年を祝って、1971年10月12日から16日にかけて開催された一連の祭典の総称。この祝典の目的は、イランの長い歴史と、当時のシャー（皇帝）であったモハンマド・レザー・パフラヴィーの治世における発展を、誇示することにあった。

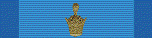
建国二千五百年記念メダルのリボン

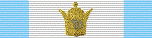
ペルセポリス・メダルのリボン

## 計画

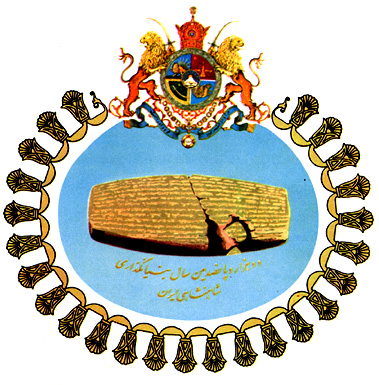
建国二千五百年祭典の紋章の中央には、キュロスの円筒碑文が配されていた。

この行事の計画には、十年以上の年月がかけられた。キュロスの円筒碑文は、この行事の公式シンボルとして使用された。主会場は、シーラーズ近郊の古代都市跡ペルセポリスに定められたが、この地域のインフラストラクチャーは、シーラーズの空港や、ペルセポリスへの道路などを含め、整備が進んでおらず、改善が必要であった。報道陣や行事支援関係者たちはシーラーズの宿舎に収容されたが、おもな祭典行事はペルセポリスで行なわれ、現地にはこの行事のために周到に用意されたテント村が設けられた。ペルセポリス周辺の地域では、ヘビ類その他の毒のある動物が駆除された。このほか、キュロス2世の墓とされる遺跡があるパサルガダエや、テヘランでも関連行事が行われた。

## ペルセポリスのテント・シティ

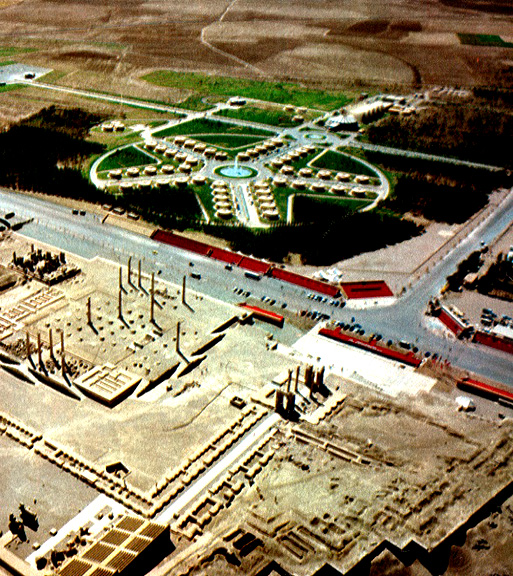
ペルセポリスのテント・シティ、1971年撮影。

「金色の都市 (Golden City)」とも称された「テント・シティ (Tent City)」は、パリのインテリアデザイン会社メゾン・ジャンセン (Maison Jansen) によって、1520年にフランス王フランソワ1世とイングランド王ヘンリー8世が会見した金襴の陣に示唆を得て、160エーカー (0.65 km2)の敷地に計画された。50張りの「テント」（実際には、プレハブ工法によって建てられた豪華なアパートにペルシアの伝統的なテント布を張り巡らせたもの）が、中央の噴水を中心に星型に配置され、砂漠のただ中であるにもかかわらずその周囲には膨大な量の樹木が植樹され、古代都市ペルセポリスの姿の一端が再現された。テントにはそれぞれ出席者の母国と直接つながれた直通電話とテレックスが用意され、祭典行事は全体が、現地からの衛星中継によって世界中に放映された。巨大な「栄誉のテント (Tent of Honor)」が設けられ、賓客たちへの接遇の場とされた。最大の施設であった「宴会場 (Banqueting Hall)」は、68メートル×24メートルの大きさがあった。テントの周りの庭には、フランスやその近隣諸国から、ペルセポリスの遺跡へと空輸された樹木その他の植物が植栽されていた。ケータリングを担ったマキシム・ド・パリは、この豪奢な祝典を賄うために、パリの本店のレストランを2週間ほど休業した。廷臣たちの制服はランバンがデザインした。空港と現地の間の賓客の送迎には、250台の赤いメルセデス・ベンツのリムジンが使用された。食器類はリモージュ磁器で製造され、寝具類はデ・ポルトー (D.Porthault) が供給した。

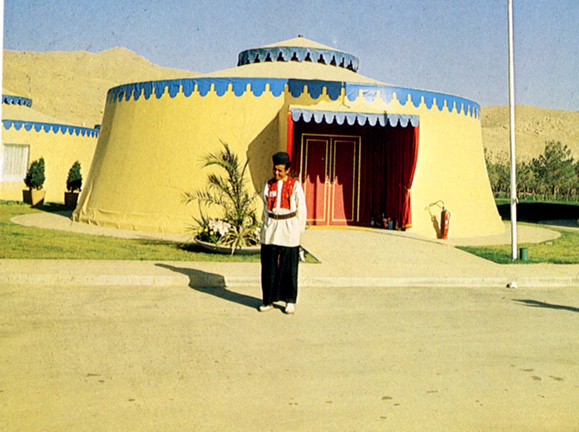
ペルセポリスのテント、1971年撮影。

## 祭典行事

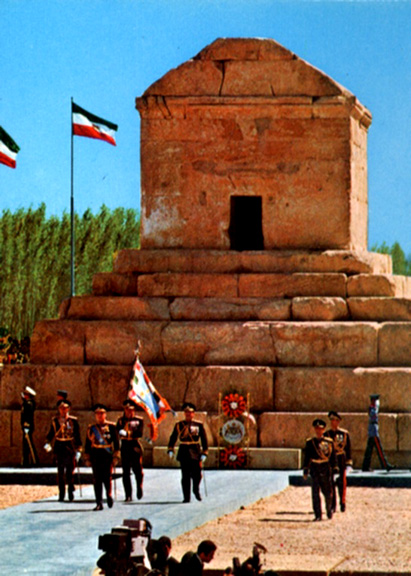
祭典が開始された、（伝）キュロス2世の墓。

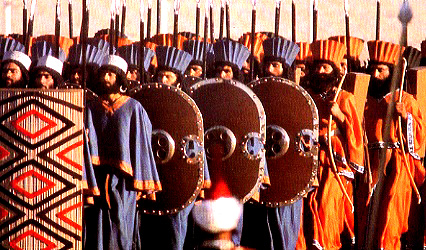
祭典に登場した、ペルシア帝国の「不死隊」。

この祭典は、1971年10月12日に、シャー(皇帝)とシャーバーヌー (Shahbanu, 皇后) が、パサルガダエのキュロス2世の大霊廟 (mausoleum) に参拝することから始まった。続く2日間にわたって、シャー夫妻は、到着する各国からの賓客を歓迎し、しばしばシーラーズ国際空港で直々に出迎えることもした。10月14日、宴会場においてシャーバーヌーの誕生日を祝う大祝祭晩餐会 (a grand gala dinner) が催された。宴会場では、各国の王族や国家元首など60名がひとつの長いテーブルに集まった。正式な乾杯には、1959年のドン・ペリニヨンのロゼが用いられた。
ケータリングはマキシム・ド・パリが行なった。

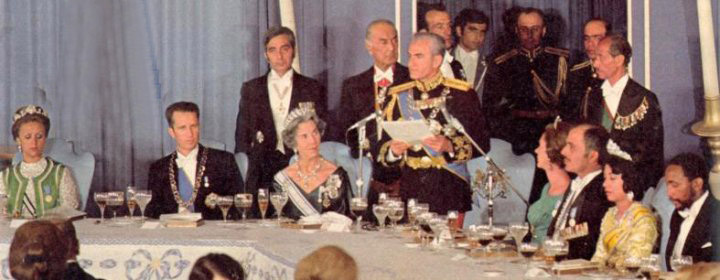
晩餐会でのシャー（モハンマド・レザー・パフラヴィー）とシャーバーヌー

600名にのぼる招待客たちは、5時間半以上にわたって食事を続けたため、この晩餐は近代以降の歴史において最も長い時間をかけた最も贅沢な公式晩餐会として、ギネス世界記録とされ続けている。この晩の最後には、ヤニス・クセナキスがデザインした音と光のショー (Son et lumière) 「ペルセポリスのポリトープ (Polytope of Persepolis)」が上演され、その伴奏にはこの祭典のために委嘱された電子音楽作品「ペルセポリス (Persepolis)」が演奏された。翌日には、イラン陸軍から動員された1724名の兵士によって、2500年間のイランの帝国としての歴史から各時代の装束を身に着けた様々な帝国兵士の行進が披露された。その晩には、前日ほどは形式張らない形で、「伝統的なペルシア宴会 (traditional Persian party)」が宴会場で開催され、ペルセポリスでの行事を締めくくった。

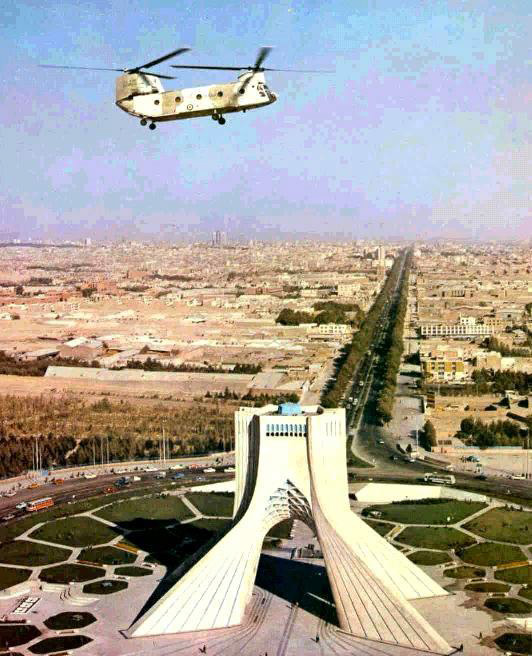
シャーヤードタワーとアイゼンハウアー通り（現在はアーザーディータワーとアーザーディー通り）

最終日、シャーは建国2500年を記念するものとして、テヘランのシャーヤード・タワー（イラン革命後、アーザーディー・タワー (Azadi Tower) と改称）を除幕した。タワーには、ペルシア歴史博物館が開館した。この博物館には、シャーが「人類史上最初の人権憲章」と宣伝していたキュロスの円筒碑文が展示された。この円筒は、祭典行事の公式シンボルとなっており、キュロス2世の墓におけるシャーの最初の演説では、2500年前に、この円筒に記された自由の主張が賞賛された。一連の祭典行事の最後は、シャーが父である先王レザー・シャー・パフラヴィーの廟に参拝することで締めくくられた。
この祭典は、その時点で現存していたもっとも古い君主制に基づく2人の君主であった、シャーと、エチオピアのハイレ・セラシエ1世を同席させることとなった。しかし、1970年代の末までにこの2つの君主制はいずれも潰えることとなった。オーソン・ウェルズは、この祭典について、「これは今年一番のパーティーなどというものではなく、25世紀の間で最高のお祝いだった (This was no party of the year, it was the celebration of 25 centuries!)」と述べた。
イラン建国を祝う祝祭行事は、その後も1977年まで、毎年続けられた。

## 治安
この行事において、治安は大きな課題であった。ペルセポリスは孤立しており、厳重な警戒を行なうことが可能で、世界中の指導者たちが集うことを思えば、祭典を行うには好ましい場所であった。当時のイランの秘密警察SAVAKは、トラブルを生じさせる虞れがあると疑われる者は、誰であれ予防拘禁した。

## 批判
西側の報道ではこの祭典を批判する声が挙り、ホメイニーやその支持者たちも声を上げ、ホメイニーはこの祭典を「悪魔の祭典」と呼んだ。祭典の費用は2億ドルとも言われたが、当時のイラン宮内省は1700万ドル、祭典を運営する側のひとりであったアンサリという人物は2200万ドルという数字を述べていた。実際の金額を確定することは困難であり、党派性が絡む問題となる。祭典を擁護する側は、一連の祭典行事とともに建国記念の事業として3200もの学校の新規開設、インフラストラクチャーの整備、イランの国際的な宣伝となったことなどの効果を強調している。

## 招待客

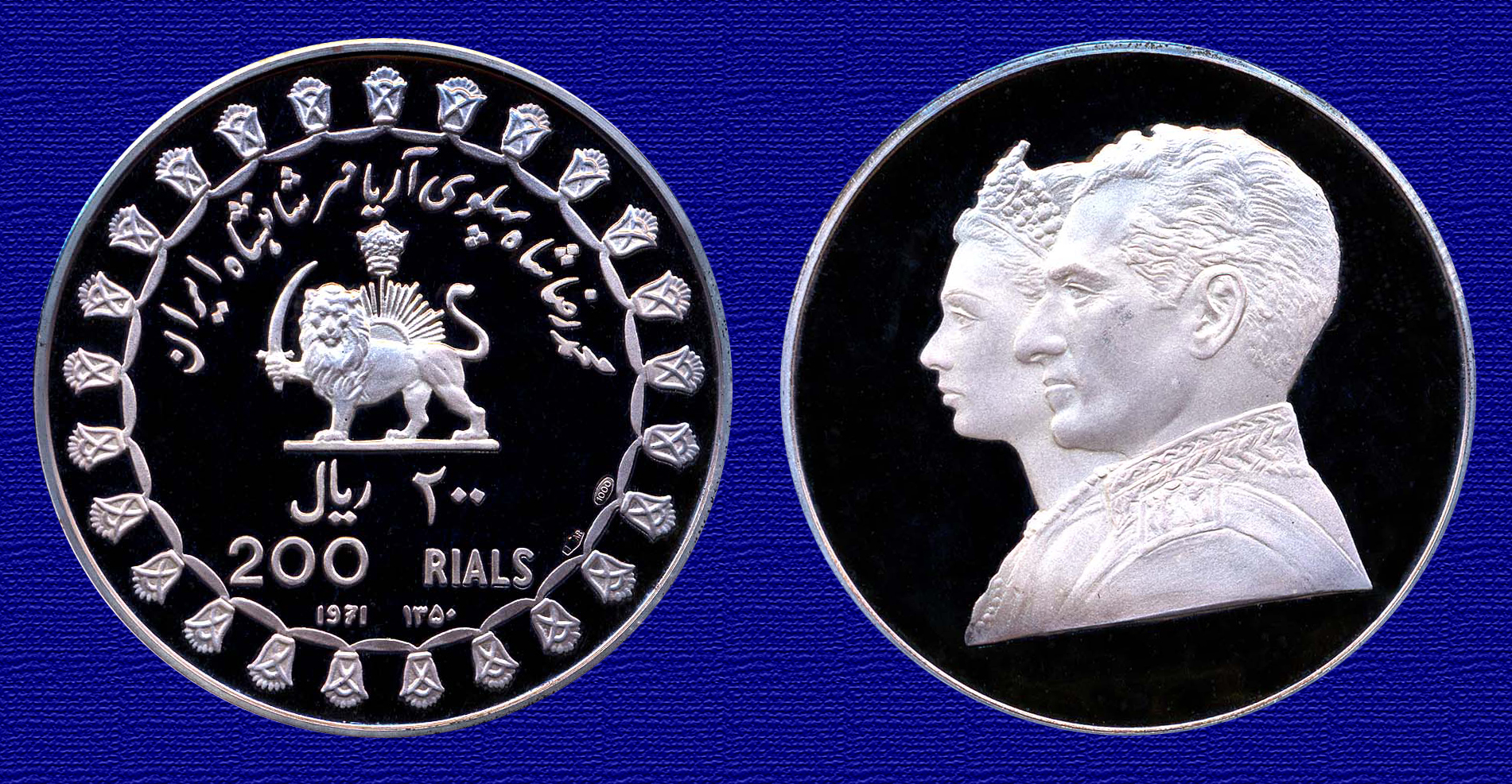
金貨と銀貨9枚のセットとして鋳造された祭典の記念硬貨のひとつ、200リヤル銀貨。

イギリスのエリザベス2世は、治安問題を考慮して出席を見送るよう勧められた。祭典には、女王の名代として、エディンバラ公フィリップ王配とアン王女が出席した。他に参加を見送った指導者にアメリカ合衆国大統領リチャード・ニクソンやフランス大統領ジョルジュ・ポンピドゥーがいた。ニクソンは当初は出席する意向だったが、後に考えを変え、副大統領スピロ・アグニューを代理として派遣した。中華人民共和国からは郭沫若全国人民代表大会副委員長が当初出席する予定だったが、体調を理由に駐パキスタン大使が代理として派遣された。
当時は冷戦時代だったが、西側諸国・東側諸国・非同盟諸国の枠を超えて以下の人々が招待され、出席した。

### 王族など
- エチオピア帝国 - 皇帝ハイレ・セラシエ1世[8]
- デンマーク - 国王フレゼリク9世、イングリッド王妃
- ベルギー - 国王ボードゥアン1世、ファビオラ王妃
- ヨルダン - 国王フセイン1世、ムナー王妃
- ネパール - 国王マヘンドラ、ラトナ王妃
- ノルウェー - 国王オーラヴ5世
- バーレーン - 首長イーサー・ビン・サルマーン・アール・ハリーファ (Isa bin Salman Al Khalifa)
- カタール - 首長アーマド・ビン・アリー・アール・ターニ (Ahmad bin Ali Al Thani)
- クウェート - 首長サバーハ3世・アッ＝サバーハ
- ギリシャ - 国王コンスタンティノス2世、アンナ＝マリア王妃
- オマーン - スルターン（国王）カーブース・ビン＝サイード・アール・サイード
- アフガニスタン王国 - アブドゥル・ワリ・ハーン王子、ビルキス・ベグム王女[10]
- レソト - 国王モショエショエ2世
- マレーシア - アゴン（国王）アブドゥル・ハリム
- アラブ首長国連邦 - 大統領ザーイド・ビン＝スルターン・アール＝ナヒヤーン
- リヒテンシュタイン - 公爵フランツ・ヨーゼフ2世、ゲオルギーナ公妃
- モナコ - 大公レーニエ3世、グレース大公妃
- ルクセンブルク - 大公ジャン、ジョゼフィーヌ＝シャルロット大公妃
- オランダ - ベルンハルト王配
- イギリス - エディンバラ公フィリップ王配とアン王女
- ニザール派 - イマーム（指導者）アーガー・ハーン4世、ベグム・オム・ハビベー・アーガー・ハーン (Begum Om Habibeh Aga Khan)[11]
- スウェーデン - 王太子カール・グスタフ[12]
- スペイン - 王子フアン・カルロス、ソフィア妃[13]
- （ イタリア王国[14]）ヴィットーリオ・エマヌエーレ、マリーナ妃
- 日本 - 三笠宮崇仁親王、崇仁親王妃百合子[15]
- タイ - 王子Bhanubandhu Yugala
- モロッコ - 王子Moulay Abdallah、Lamia妃
- スワジランド - 王子マコシニ・ドラミニ (Makhosini Dlamini)[16]
- カナダ - 総督ローランド・ミシュナー (Roland Michener)
- オーストラリア - 総督サー・ポール・ハズラック (Paul Hasluck)

### 大統領、首相など
- ユーゴスラビア - 大統領ヨシップ・ブロズ・チトー、ヨワンカ・ブロズ夫人
- ソビエト連邦 - ニコライ・ポドゴルヌイ最高会議幹部会議長
- オーストリア - 大統領フランツ・ヨナス (Franz Jonas)
- ブルガリア - トドル・ジフコフ国家評議会議長
- フィンランド - 大統領ウルホ・ケッコネン
- トルコ - 大統領ジェヴデト・スナイ
- ハンガリー - ロションツィ・パール (en:Losonczi PálLosonczi Pá) 国民議会幹部会議長
- チェコスロバキア - 大統領ルドヴィーク・スヴォボダ
- パキスタン - 大統領ヤヒヤー・ハーン
- レバノン - 大統領スレイマン・フランジエ (Suleiman Frangieh)
- 南アフリカ共和国 - 大統領ヤコブス・ヨハンネス・フーシェ (Jacobus Johannes Fouché)
- セネガル - 大統領レオポール・セダール・サンゴール
- インド - 大統領ヴァラーハギリ・ヴェンカタ・ギリ (en:V. V. Giri)
- モーリタニア - 大統領モクタル・ウルド・ダッダ
- ダホメ - 大統領ユベール・マガ
- ルーマニア社会主義共和国 - 大統領ニコラエ・チャウシェスク、夫人で第一副首相だったエレナ・チャウシェスク[8]
- ザイール - 大統領ジョセフ・モブツ
- フランス - 首相ジャック・シャバン＝デルマス
- 韓国 - 首相金鍾泌
- イタリア - 首相エミリオ・コロンボ
- ポーランド  - ミェチスワフ・クリマシェフスキ国家評議会副議長
- アメリカ合衆国 - 副大統領スピロ・アグニュー
- エジプト - 副大統領フセイン・エル＝シャフェイ (Hussein el-Shafei)
- 西ドイツ - カイ＝ウヴェ・フォン・ハッセル連邦議会議長
- ブラジル - ペトロニオ・ポルテラ・ヌーネス (Petrônio Portella Nunes) 連邦上院議長
- ポルトガル - 外相ルイ・パトリシオ (Rui Patrício)
- フィリピン - イメルダ・マルコス大統領夫人
- スイス - 元大統領フリードリヒ・ヴァーレン (Friedrich Wahlen)
- 聖座（ バチカン）- 枢機卿マクシミリエン・デ・フルステンブルク (Maximilien de Furstenberg)
- 中国 - 駐パキスタン大使張彤（中国語版）

## 跡地

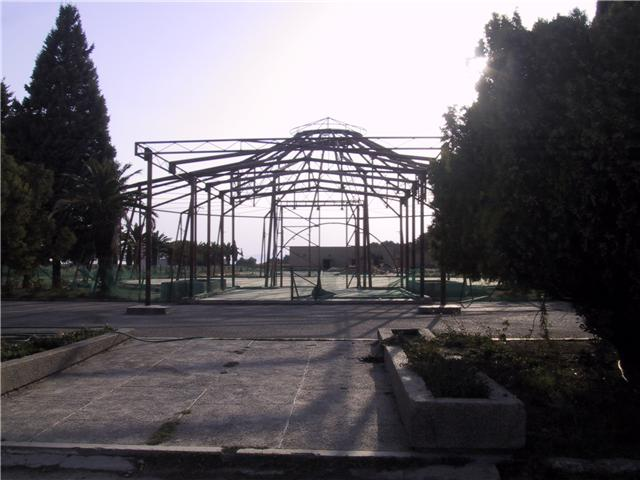
ペルセポリスのテント・シティ跡、2007年撮影。

ペルセポリスはその後もイラン有数の観光地となっており、イランの歴史を伝える、考古学上の遺跡を保全する措置が必要だとする声が上がっている。2005年のイラン暦の新年の休日期間中だけで、35,000 人の観光客が来訪した。
テント・シティは1979年まで、民間や行政の求めに応じて貸出されていたが、イラン革命によるシャーの国外逃亡後に、地域の住民たちが破壊した。テントの鉄製の骨組みは残っており、敷地は公園のように自由に立ち入ることができるようになっているが、これが何であったのかといった説明板などは設けられていない。テヘランのアザディ・タワーは、大きなランドマークとなっている。革命後、レザー・シャー・パフラヴィーの大霊廟は破壊され、跡地にはイスラム教の宗教学校が設けられた。